# Благовещенский монастырь (Ожога)
Благове́щенский епархиа́льный монасты́рь — женский монастырь, основанный в селе Ожога Воловского района Липецкой области, на левом берегу Олым. В центре обители возвышается Благовещенский храм монастыря, изобилующий иконами, среди которых  две чудотворные — Казанской Божией Матери и святителя Николая. При храме устроена звонница.

## История
В начале XIX века в селе Ожога была возведена церковь Благовещения Пресвятой Богородицы. В 80-х годах в храме образуется небольшая женская община, живущая по строгому монастырскому уставу.
26 января 1983 года решением исполнительного комитета Липецкого областного Совета народных депутатов за номером 51 Благовещенская церковь признаётся региональным памятником архитектуры.
16 июля 2005 года на заседании Священного Синода Русской Православной Церкви было принято постановление о преобразовании Благовещенского прихода села Ожога Воловского района Липецкой области в Благовещенский епархиальный женский монастырь.

Журнал № 54 Заседания Священного Синода от 16 июля 2005 года. 

Слушали: 

Прошение Преосвященного Епископа Липецкого и Елецкого Никона о благословении на преобразование Благовещенского прихода села Ожога Воловского района Липецкой области в Благовещенский женский монастырь. 

Постановили: 

Благословить преобразование Благовещенского прихода села Ожога Воловского района Липецкой области в Благовещенский женский монастырь.

23 сентября 2005 года в Благовещенском храме была совершена Божественная Литургия, после которой объявлено об учреждении нового монастыря.
Настоятельницей новообразованного монастыря была назначена монахиня Серафима, в миру имевшая опыт серьёзной руководящей работы и более 8 лет находившаяся под духовным руководством отца Серафима.
В апреле 2006 году монастырь обрёл святой источник, названный в честь святителя Николая. Святой источник был уничтожен в 1917 году и на протяжении 90 лет попытки найти источник не давали результатов. Были проведены работы по расчистке территории источника от кустарника, деревьев, вырыт котлован, построена купальня.

## Современность
Монастырь входит в Тербунское благочиние Липецкой и Елецкой епархии.
В настоящее время на территории обители располагается отреставрированный расписанный храм со звонницей, двухэтажная богадельня для престарелых людей, трапезная и кухня, прачечная, хозяйственные постройки: амбары, сараи, погреба, подвалы, скотный двор, мастерские. К комплексу примыкают поля и огороды.
В обители 49 монахинь, из них 26 схимниц.
Монахини занимаются выпечкой хлеба просфор, изготовлением одежды и Богослужебных облачений, обновлением и реставрацией икон, заготовкой дров. Работают на скотном дворе, весной и осенью обрабатывают сад, огород и поля, заготавливают корм для коров, лошадей и коз.
Паломничество в храм началось при настоятеле Серафиме, ставшего для многих «духовным отцом». В настоящее время паломники посещают сам монастырь и место погребения старца схиархимандрита Серафима, расположенное на сельском кладбище,находящемся неподалёку от обители.

## Фотогалерея
- Общий вид
- Крест на дороге перед монастырём
- Монастырский сад